# Courtella armata
Courtella armata är en stekelart som först beskrevs av Wiebes 1974.  Courtella armata ingår i släktet Courtella och familjen fikonsteklar. Inga underarter finns listade i Catalogue of Life.